# توماستن (آلاباما)
توماستن (به انگلیسی: Thomaston) شهرکی در شهرستان مارنگو ایالت آلاباما است که مساحت آن ۵٫۲۱ کیلومترمربع است و در سرشماری سال ۲۰۱۰ میلادی، ۴۱۷ نفر جمعیت داشته و تراکم جمعیتی آن، ۸۰٫۰۴ نفر در کیلومترمربع بوده است.